# Фридланд, Лев Файвелевич
Лев Файвелевич Фридланд (при рождении получил имя Мойше Арье-Лейб Фридланд; 1826, Динабург — 1899, Санкт-Петербург) — российский еврейский филантроп, меценат, общественный деятель и коллекционер еврейских книг. Действительный статский советник, купец первой гильдии.
Родился в Динабурге (в то время Витебская губерния, черта оседлости, ныне — Даугавпилс, Латвия), в патриархальной еврейской семье.

## Меценатская деятельность
На иждивение Фридланда были организованы:
- приют для сирот со школой ручного труда в Петербурге;
- убежище для престарелых евреев в Иерусалиме.

## Коллекция еврейских книг Фридланда
В литературном и научном мире имя Фридланда известно благодаря его богатой библиотеке еврейских книг, подаренной им в 1892 году Азиатскому музею при Императорской Академии наук. Коллекция Фридланда вместе с коллекцией Д. А. Хвольсона послужила основой для создания фондов музея. К концу XIX века книжное собрание Фридланда, составленное преимущественно под руководством С. Е. Винера, считалось одним из крупнейших в Европе и включало в себя помимо большого количества редких рукописей и книг целые библиотеки, приобретённые оптом (в предисловии к первой части печатного научного каталога коллекции под заглавием «Koheleth Mosche» («Bibliotheca Friedlandiana»), изданного Винером, упоминаются библиотеки Исахара Дова Бампи из Минска, Менделя Ландесберга из Кременца и др.).